# Fabuloasa aventură a lui Marco Polo
Fabuloasa aventură a lui Marco Polo (în franceză La Fabuleuse Aventure de Marco Polo) este un film de aventuri din 1965 regizat de Raoul Lévy, Denys de La Patellière și Noël Howard după un scenariu de Jean-Paul Rappeneau. Este o coproducție francezo-iugoslavo-italiană în cooperare cu companii de producție din Egipt (Mounir Rafla) și Afganistan (Italaf). A fost produs de studiourile Avala Film și Cine Custodia și a avut premiera la 1965, fiind distribuit de Titanus. Coloana sonoră este compusă de Georges Garvarentz[*]. Cheltuielile de producție s-au ridicat la 2,5 milioane $.

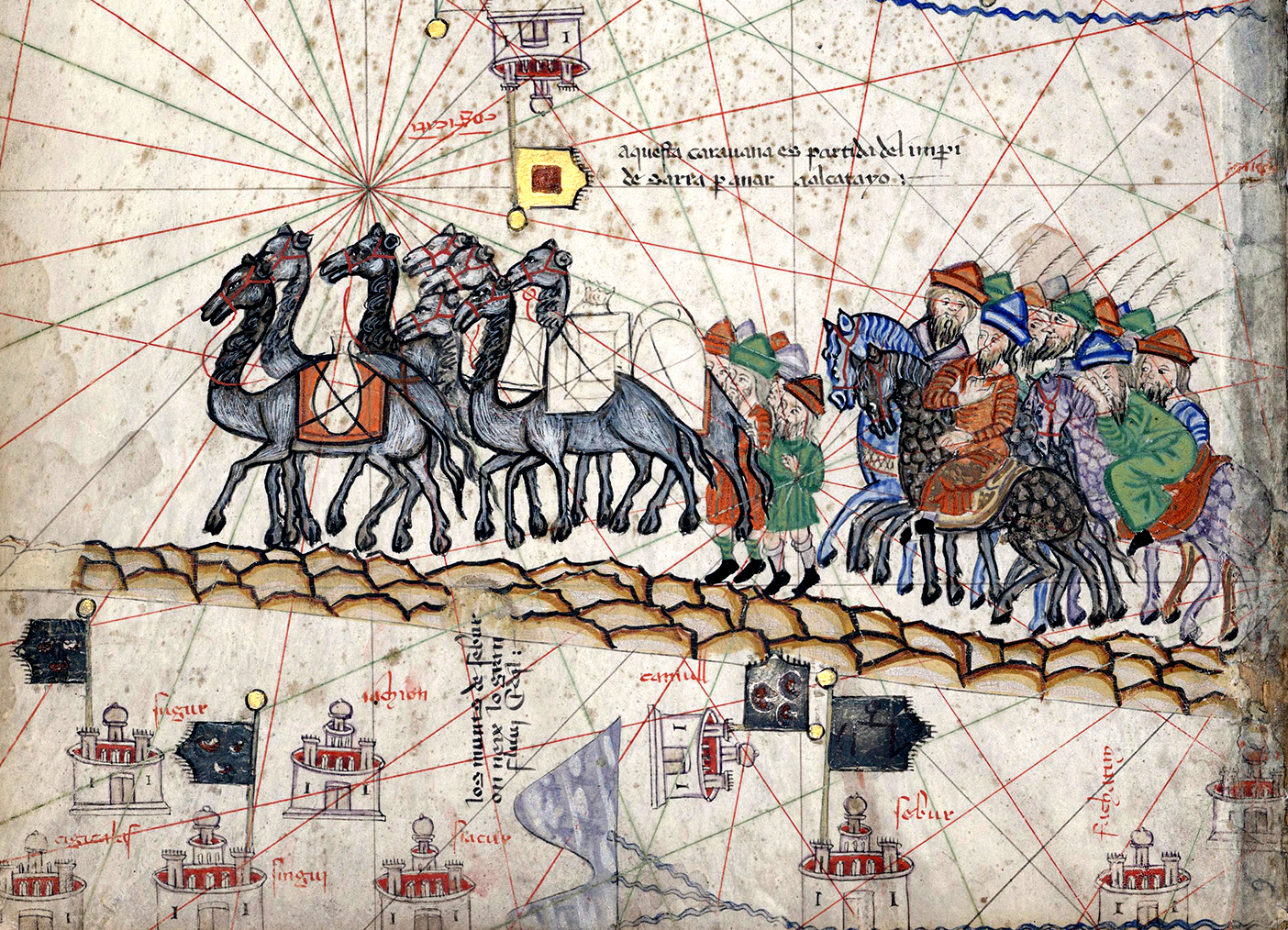
Caravana lui Marco Polo

## Prezentare
Povestea prezintă expediția tânărului Marco Polo, care a început în 1271. Tatăl și unchiul tânărului elev venețian Marco au adus un mesaj de la Kublai către Papa de la Roma dintr-o călătorie în jurul lumii. În mesaj, puternicul conducător mongol cere ca reprezentanți demni ai culturii occidentale să fie trimiși la curtea sa. Tânărul aventuros Marco va conduce expediția către Orientul Îndepărtat, însoțit de tatăl său, unchiul său și doi înalți reprezentanți spirituali ai Papei.
În călătoria extrem de dificilă și de lungă durată grupul trece prin Ierusalim și Siria, mai târziu ajung în deșertul Gobi și în întinderile nesfârșite ale stepei mongole. În cele din urmă, călătorii trec Himalaya și ajung în China. Marco trece prin nenumărate pericole pentru a face față provocărilor: cade în mâinile Bătrânului munților care îi torturează tovarășul de călătorie până la moarte. Prietenul său, șeicul Alla Hou, îl eliberează din temnița sa. Mai târziu, Marco are o relație scurtă, dar furtunoasă, cu o fată exotică, sălbatică, cu un bici care îl salvează dintr-o situație amenințătoare și îi arată calea cea bună. El își pierde prietenii după ce tatăl și unchiul său au fost răpiți și este ambuscat de oamenii prințului rebel mongol Nayam, fiul renegat și xenofob al lui Kublai Khan, de care Marco abia poate scăpa. Scopul lui Nayam este să stârnească un mare război între Est și Vest. Marco trece prin deșert cu dificultate. El este găsit pe jumătate mort de călugări la granița cu China care îl iau cu ei.
Marco Polo o întâlnește pe frumoasa prințesă Gogatine în mănăstirea ei budistă. De asemenea, vrea să călătorească la Kublai Khan, viitorul ei soț și se alătură venețianului. Amândoi se îndrăgostesc unul de celălalt în lunga călătorie. În cele din urmă ajunge la curtea puternicului conducător mongol, unde Marco Polo este primul încarcerat. Dar Gogatine îl informează pe soțul ei despre sosirea lui Marco Polo. Acest este foarte deschis cu străinii și se dovedește a fi un fel de despot luminat și jovial. Temerile inițiale ale lui Marcos,  se dovedesc a fi greșite. Marco Polo devine mai deschis în fiecare zi la Curte și învață să aprecieze realizările culturale ale Extremului Orient. Dar, în curând, începe un plan secret împotriva „străinilor” deoarece prințul Nayam pune totul pe o singură carte și încearcă să-l răstoarne pe tatăl său cu propria sa armată de cavalerie. Nu reușește și Nayam moare în brațele lui Kublai.

## Distribuție
Rolurile principale au fost interpretate de actorii:
- Horst Buchholz - Marco Polo
- Anthony Quinn - Kublai Khan, împărat mongol al Chinei
- Omar Sharif - Șeic Alla Hou, „Vântul deșertului”
- Orson Welles - Akerman, tutorele lui Marco Polo
- Akim Tamiroff -  Bătrânul munților
- Elsa Martinelli - fata cu biciul
- Robert Hossein - Prințul Nayam, lider rebel mongol
- Grégoire Aslan - Achmed Abdullah
- Massimo Girotti -  Niccolò, tatăl lui Marco
- Folco Lulli - Spinello, un comerciant venețian
- Guido Alberti - Papa Grigore al X-lea
- Lynne Sue Moon - Prințesa Gogatine (ca - Lee Sue Moon)
- Bruno Cremer - Guillaume de Tripoli, un cavaler templier
- Jacques Monod - Nicolo de Vicenza, un cavaler templier
- Mica Orlovic -  Matteo, unchiul lui Marco

## Producție
Filmul este o coproducție francezo-iugoslavo-italiană în cooperare cu companii de producție din Egipt (Mounir Rafla) și Afganistan (Italaf).
A fost realizat în mod elaborat, cu numeroase vedete internaționale. Filmările au avut loc în decembrie 1963 în Titograd, Dubrovnik, Alexandria, Egipt și Nepal. Înregistrările în studio au fost realizate la Belgrad.
Filmul a costat în jur de 2,5 milioane dolari, ceea ce a reprezentat un preț rezonabil în aceea perioadă (datorită studiourilor ieftine iugoslave). Compania de stat iugoslavă Avala a contribuit cu aproximativ 1 milion de dolari din această sumă.